# Erich Abraham
Erich Abraham, nemški general, * 27. marec 1895, Marienburg, † 7. marec 1971, Wiesbaden.